# Йонас Смілгевічюс
Йо́нас Смілгевічюс (лит. Jonas Smilgevičius; 12 лютого 1870, Плунгеський район — 27 вересня 1942, Каунас) — литовський економіст і політик, Сиґнатор Акта про незалежність Литви від 16 лютого 1918 року.

## Життєпис
У молодості відвідував гімназії Мітави та Лієпаї, пізніше вивчав економіку в університетах Кеніґсберґу і Берліна. Ступінь магістра здобув у Берліні 1899.
Після повернення до Російської імперії три роки працював у Міністерстві сільського господарства в Петербурзі, пізніше жив у Варшаві та Вільнюсі, де заснував фірму «Vilija», яка виробляла знаряддя для сільського господарства.
1917 брав участь в організації Вільнюської конференції, після чого був обраний до Литовської Таріби. 16 лютого 1918 підписав Акт про незалежність Литви, увійшовши до числа 20 сиґнаторів литовської незалежности.